# Partido judicial de San Felipe de Llobregat
El Partido judicial de San Felipe de Llobregat  es uno de los 49 partidos judiciales en los que se divide la comunidad autónoma de Cataluña, siendo el partido judicial n.º 16 de la provincia de Barcelona.
Comprende las localidades de :
Cervelló, Corbera de Llobregat, Molins de Rey, Pallejá, La Palma de Cervelló, El Papiol, San Felipe de Llobregat, San Juan Despí, San Vicente dels Horts, Vallirana.